# Kleinothraupis
Kleinothraupis är ett fågelsläkte i familjen tangaror inom ordningen tättingar. Släktet omfattar fyra till fem arter som alla förekommer i Anderna, från Colombia till västra Bolivia. Tidigare placerades arterna i släktet Hemispingus, men DNA-studier visar att de inte är varandras närmaste släktingar.
Följande arter placeras i släktet:
- Gråhättad tangara (K. reyi)
- Svartkronad tangara (K. atropileus)
- Gulbrynad tangara (K. parodii)
- Orangebrynad tangara (K. calophrys)